# Dirk Karkuth
Dirk Karkuth (* 9. Januar 1962 in Gelsenkirchen; † 14. Januar 2003 ebenda) war ein deutscher Fußballspieler und -trainer.

## Leben und Karriere
Als Spieler war Karkuth u. a. aktiv beim STV Horst-Emscher und beim 1. FSV Mainz 05.
Ab 1990 arbeitete er zunächst als Trainer beim BSV Brandenburg und danach als Manager und sportlicher Leiter bei Rot-Weiss Essen. 1996 bis 1997 coachte er den schottischen Club FC St. Johnstone. Anschließend kehrte er nach Deutschland zurück und trainierte den 1. FC Saarbrücken, 1. FSV Mainz 05 und den Chemnitzer FC.
Dirk Karkuth starb am 14. Januar 2003 im Alter von 41 Jahren an den Folgen eines Schlaganfalls.